# Comisión de Alto Nivel Anticorrupción
La Comisión de Alto Nivel Anticorrupción es un organismo peruano. Se creó por decreto supremo en enero de 2010, y se oficializó en 2013, durante el gobierno de Ollanta Humala, por ley 29976 y sus reglamentos.
Se basan en una serie de políticas prevención y lucha contra la corrupción en el Perú, este organismo sucede a la efímera Oficina Nacional Anticorrupción de 2008. Este se rige en un Plan Nacional de Lucha contra la Corrupción, actualizado cada cuatro años, y una serie de planes realizadas en cada sesión. En 2011 anunciaron su red de monitorización de funcionarios. En 2013 (sesión 17) cuenta con una agenda nacional de tolerancia cero a partir de la toma de decisiones en el sistema administrativo e incentivos como la certificación de entidades con buenas prácticas. Desde 2014, en cumplimiento del artículo 9 de la ley 29976, cuenta con Comisiones Regionales Anticorrupción para la fiscalización descentralizada en el país.
Inicialmente se basó en una iniciativa del coordinador de la entonces Comisión Nacional Anticorrupción Genaro Matute. Sus roles son ad honorem, en que cada año se elige a un presidente de la comisión. Con la formación en 2010, su primera coordinadora fue Susana Silva.
Está conformada por los máximos representantes del Poder Judicial, Tribunal Constitucional y Consejo Nacional de la Magistratura junto al Fiscal de la Nación y el Defensor del Pueblo, además de la Asamblea Nacional de Gobiernos Regionales, el Ministerio de Educación (como observador desde 2018), la Confederación Nacional de Instituciones Empresariales Privadas (como observador), entre otros. También participan instituciones públicas, privadas y religiosas en las iniciativas de la comisión. Aunque cuenta con poderes ejecutivos y judiciales, no contó previamente con el legislativo, al no incluir el Congreso de la República en la comisión.